# 全国民主联盟 (印度)
全國民主聯盟（英語：National Democratic Alliance，缩写作 NDA）是印度的一个右翼政黨聯盟，成立于1998年，由印度人民党領導。
现在，該聯盟由纳伦德拉·莫迪領導。該聯盟曾在1998年至2004年间执政。其第一任主席是总理阿塔尔·比哈里·瓦杰帕伊。前副总理拉爾·克利須那·阿德瓦尼于2004年接任主席，并任职至2014年；阿米特·沙阿（Amit Shah）則自2014年以来一直担任主席。該聯盟在2014年大選中重新掌權，综合得票率為38.5％。在2019年大選中，聯盟席位進一步增加到353個，合計投票比例為45.43％，使莫迪得以連任。
2024年大選，聯盟失去逾60個席位，但足以組建聯合政府，是10多年來首次。選舉後，三個小政黨和七個獨立政黨各有一名議員加入聯盟，令聯盟總席位增加至303個。同年6月8日，聯盟正式選出莫迪聯盟領袖，意味莫迪將連任總理一職。

## 歷史
NDA成立於1998年5月，是一個競選大選的政黨聯盟，它由印度人民黨領導。
2014年印度大選，人民黨領導的聯盟在大選中獲勝，在野十年後重新掌權，納倫德拉·莫迪擔任第14任總理。

## 外部連結
- Common Minimum Programme of the UPA.
- Arora, Balveer and Tawa Lama Rewal, Stéphanie. "Introduction: Contextualizing and Interpreting the 15th Lok Sabha Elections" （页面存档备份，存于）. South Asia Multidisciplinary Academic Journal, 3, 2009